# داریوش رمضانی
داریوش رمضانی (زادهٔ ۱۳۵۵ در رشت) کاریکاتوریست ایرانی است. او فعالیت در زمینه کاریکاتور را از سال ۱۳۶۹ آغاز کرد. او دانش‌آموخته کارشناسی عمران از دانشگاه گیلان است.

## جوایز
- جایزه اول مسابقه بین‌المللی کاریکاتور تورهان سلجوق ترکیه - ۲۰۱۱.
- لوح تقدیر مسابقه بین‌المللی PIRACICABA برزیل – ۲۰۱۱.
- لوح تقدیر مسابقه بین‌المللی CANADIAN BANANA کانادا – ۲۰۱۰.
- جایزه اول مسابقه بین‌المللی کاریکاتور تبریز - ۲۰۰۸.
- جایزه اول مسابقه بین‌المللی کاریکاتورUMO هند – ۲۰۰۷.
- جایزه بزرگ دوسالانه بین‌المللی کاریکاتورEUROHUMOUR ایتالیا – ۲۰۰۶.
- جایزه ویژه جوان خارجی مسابقه بین‌المللی کاریکاتورYUMIURI ژاپن – ۱۹۹۴.
- لوح تقدیر مسابقه بین‌المللی کاریکاتور چین – ۲۰۰۶.
- لوح تقدیر مسابقه بین‌المللی کاریکاتور تهران (با موضوع معضلات شهری) – ۲۰۰۴.
- لوح تقدیر مسابقه بین‌المللی کاریکاتور تبریز – ۲۰۰۳.
- لوح تقدیر مسابقه بین‌المللی کاریکاتور سوریه – ۲۰۰۶.
- کسب چند جایزه از مسابقات داخلی کاریکاتور.

## سابقه مطبوعاتی
- همکاری با روزنامه‌های اعتماد، یاس نو، شرق، آفتاب یزد و هفته‌نامه توانا بین سال‌های ۱۳۸۰ و ۱۳۸۵
- کاریکاتوریست ماهناهه طنز و کاریکاتور از سال ۱۳۸۰ تاکنون
- کاریکاتوریست و طراح کمیک استریپ بخش کودک هفته‌نامه ایران جمعه از سال ۱۳۸۳ الی ۱۳۸۵
- کاریکاتوریست و طراح کمیک استریپ هفته‌نامه دوست کودک از سال ۱۳۸۰ الی ۱۳۸۵

## کتاب‌ها
- کتاب مورچه کوچولوی تنها – نشر هزاره سوم اندیشه (۱۳۸۴)
- کتاب لطفا بیدارم نکن – نشر فرهنگ ایلیا (۱۳۸۴)
- کتاب گوزن هم گوزنهای قدیم – نشر فرهنگ ایلیا (۱۳۸۶)
- کتاب گوزن در رشت (به زبان گیلکی) – نشر فرهنگ ایلیا (۱۳۸۶)
- کتاب بازگشت اسی کولکاپیس (به زبان گیلکی) – نشر فرهنگ ایلیا (۱۳۹۳)
- کتاب نجات خاخورزا رایان (به زبان گیلکی) – نشر فرهنگ ایلیا (۱۳۹۴)